# Brett McCormick
Brett McCormick (Saskatoon, 20 agosto 1991) è un pilota motociclistico canadese, ritiratosi dall'attività agonistica.

## Carriera
Inizia la sua carriera motociclistica nel 1995 all'età di 4 anni partecipando a gare di motocross, competizioni a cui prende parte fino al 2001, mentre dal 2004 si cimenta anche nelle corse su pista, partecipando al MiniRoadRace in Canada. Dal 2007 al 2009 corre il campionato Canadese partecipando contemporaneamente alle classi Superbike e Supersport, ottenendo il secondo posto nella generale in entrambe le categorie l'ultima di queste tre stagioni.
Passa nel 2010 al campionato AMA Superbike dove si piazza nono nella classifica finale con 180 punti. Torna allora in Canada la stagione successiva, e si laurea campione nella categoria Superbike vincendo 6 gare su 7 disputate. Nella stessa stagione disputa l'ultima prova stagionale dell'AMA Superbike Championship dove ottiene undici punti. Sempre nel 2011 esordisce nelle competizioni mondiali correndo le ultime due gare in calendario della Superstock 1000 FIM Cup come wildcard, riuscendo a realizzare con la BMW S1000 RR del team Garnier Alpha Racing piazzamenti in zona punti in entrambe le gare.
Nel 2012 compie il grande salto nel mondiale Superbike in sella alla Ducati 1098R del Liberty Racing - Team Effenbert, ma dopo sole tre gare rimane coinvolto in una brutta caduta, generatasi dal doppiaggio di Carlos Checa sul circuito di Assen, riportando la frattura di due vertebre cervicali. Al termine di quest'annata annuncia il proprio ritiro dalle competizioni su pista; negli anni seguenti di dedica a gare amatoriali di Motocross e all'Hockey su ghiaccio.

## Risultati in gara

### Campionato mondiale Superbike
| 2012 | Moto   |  |  |    |    |    |     |  |  |  |  |  |  |  |  |  |  |  |  |    |    |  |  |    |     |   |   |  |  | Punti | Pos. |
| ---- | ------ |  |  | -- | -- | -- | --- |  |  |  |  |  |  |  |  |  |  |  |  | -- | -- |  |  | -- | --- | - | - |  |  | ----- | ---- |
| 2012 | Ducati |  |  | 16 | 16 | NP | Rit |  |  |  |  |  |  |  |  |  |  |  |  | NP | NP |  |  | 15 | Rit | 5 | 9 |  |  | 19    | 22º  |

| Legenda | 1º posto        | 2º posto            | 3º posto           | A punti      | Senza punti        | Grassetto – Pole position Corsivo – Giro più veloce |
| Legenda | Gara non valida | Non qual./Non part. | Ritirato/Non class | Squalificato | '-' Dato non disp. | Grassetto – Pole position Corsivo – Giro più veloce |